# Furacão Eta
O furacão Eta foi um furacão devastador de categoria 4 que causou estragos em partes da América Central no início de novembro de 2020. Igualou o recorde da vigésima oitava tempestade nomeada, décimo segundo furacão e quinto furacão maior da extremamente ativa temporada de furacões no Atlântico de 2020, Eta originou de um vigorosa onda tropical no leste do Mar do Caribe em 31 de outubro. O sistema organizou-se rapidamente à medida que avançava para oeste, com o ciclone se tornando um furacão categoria 4 em 3 de novembro. Com intensidade máxima de 240 km/h (150 mph) e 923 mbar (hPa; 27,26 inHg), foi o terceiro furacão mais intenso no Atlântico de novembro, atrás apenas do furacão de Cuba de 1932 e do furacão Iota, apenas duas semanas depois. No final do mesmo dia, algum enfraquecimento ocorreu quando o sistema atingiu a costa perto de Porto Cabezas, Nicarágua. Eta enfraqueceu rapidamente para uma depressão tropical enquanto serpenteava pela América Central por dois dias antes de se mover para o norte sobre as águas. Posteriormente em 7 de novembro, ele se reorganizou no Caribe enquanto acelerava em direção a Cuba. Nos cinco dias seguintes, o sistema se moveu de forma irregular, movendo-se através das Florida Keys e parando no sul do Golfo do México, a sua intensidade flutuando ao longo do caminho. Depois de recuperar brevemente a força do furacão, ele enfraqueceu mais uma vez e acelerou pelo sudeste dos Estados Unidos em 12 de novembro. Depois tornou-se extratropical e dissipou-se no leste dos Estados Unidos no dia seguinte.
Conforme o Eta se aproxima-va, Avisos e Alertas de furacões e tempestades tropicais foram emitidos ao longo da costa de Honduras e do nordeste da Nicarágua. Mais de 10.000 pessoas procuraram refúgio em abrigos em Puerto Cabezas e aldeias vizinhas. Eta derrubou linhas de energia e árvores enquanto danificava telhados e causava inundações em Puerto Cabezas. No geral foram atribuídas à tempestade, pelo menos 178 mortes em toda a América Central  incluindo 74 em Honduras, 53 na Guatemala, 27 no México, 19 no Panamá, duas na Nicarágua e na Costa Rica e uma em El Salvador. Nas Ilhas Cayman, assim que o sistema começou a se reorganizar no Caribe, em 5 de novembro foram emitidos alertas de tempestade tropical. Mais alertas foram emitidos em partes de Cuba, no noroeste das Bahamas e no sul da Flórida. O Eta trouxe chuvas fortes e ventos fortes para as Ilhas Cayman e Cuba, esta última já lidando com o transbordamento dos rios que provocaram evacuações. Chuvas fortes e ventos com força de tempestade tropical foram registrados em toda a Florida Keys, no sul da Flórida e na metade sul da Flórida Central, causando inundações generalizadas. A segunda abordagem do Eta e o landfall trouxeram tempestades e ventos fortes para a costa oeste da Flórida Central e chuvas suplementares para o norte da Flórida. Uma pessoa foi morta na Flórida após ser eletrocutada nas enchentes de Eta. A humidade da tempestade também se combinou com uma frente fria mais ao norte, trazendo fortes chuvas e enchentes nas Carolinas e na Virgínia, matando outras cinco pessoas nesses estados. Ao todo, 11 mortes foram atribuídas à tempestade nos EUA.
Os esforços de socorro para as pessoas afetadas pela tempestade foram extensos e generalizados, envolvendo vários países. Aproximadamente 2,5 milhões foram afectados pela tempestade, incluindo 1,7 milhões em Honduras. Muitas unidades de resposta a emergências deveriam ser enviadas globalmente para ajudar a apoiar as pessoas afetadas. Cerca de 98 toneladas de alimentos e água foram doadas à Nicarágua e Honduras do Panamá. Pessoas que ficaram desabrigadas foram transferidas para vários abrigos depois que a tempestade passou. Doações no valor de milhões de dólares foram feitas aos países afetados para ajudar na recuperação. No entanto, apenas duas semanas depois, todos os esforços foram prejudicados pelo furacão Iota.

## História meteorológica
Às 15h00 UTC em 28 de outubro, o Centro Nacional de Furacões (NHC) começou a monitorar o sudoeste das Caraíbas para o desenvolvimento esperado de uma ampla zona de baixa pressão nos dias seguintes. Às 12h00 UTC de 29 de outubro, a área de foco mudou para duas ondas tropicais se fundindo no Caribe Oriental e que se esperava que deveriam entrar na região.  A perturbação moveu-se continuamente para o oeste em um ambiente de nível superior mais favorável e águas muito quentes.  Isso permitiu que ele se tornasse melhor organizado em 31 de outubro, embora houvesse alguma dúvida se havia formado uma circulação de baixo nível (LLC) bem definida.   No entanto, às 21h00 UTC naquele dia, imagens de satélite e microondas confirmaram que uma LLC havia se formado e o NHC começou a emitir avisos sobre a Depressão Tropical Vinte e Nove.   Às 03h00 UTC em 1 de novembro, o sistema intensificou-se na tempestade tropical Eta.  Continuando para o oeste em resposta a uma crista de nível baixo a médio que se estendia do Atlântico subtropical para o sudoeste até Cuba e Bahamas, o Eta se organizou lentamente ao longo do dia enquanto uma nublada densa central (CDO) começou a se formar no topo do seu centro.

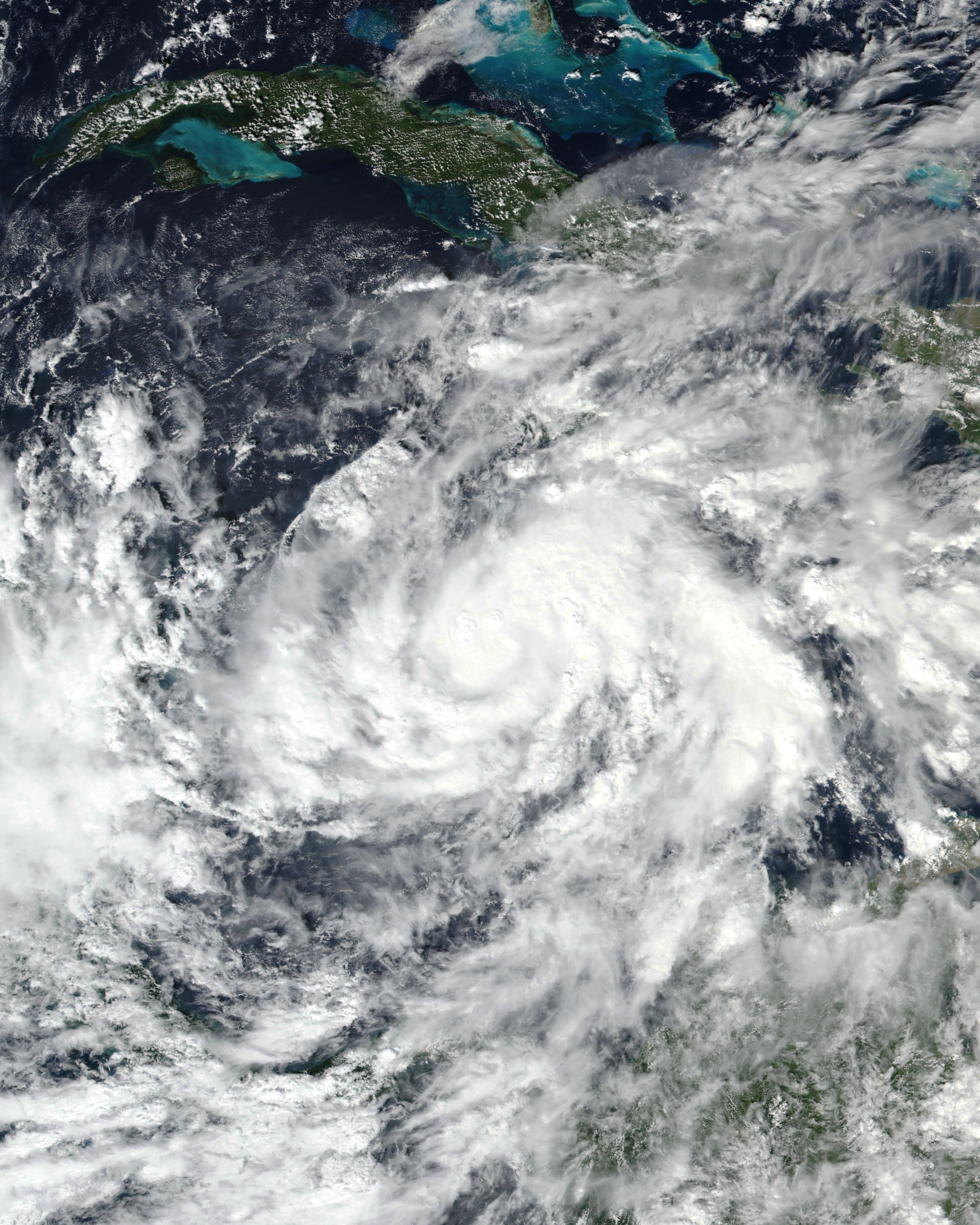
Tempestade tropical Eta no início da sua fase de intensificação sobre o leste da Nicarágua em 1 de novembro

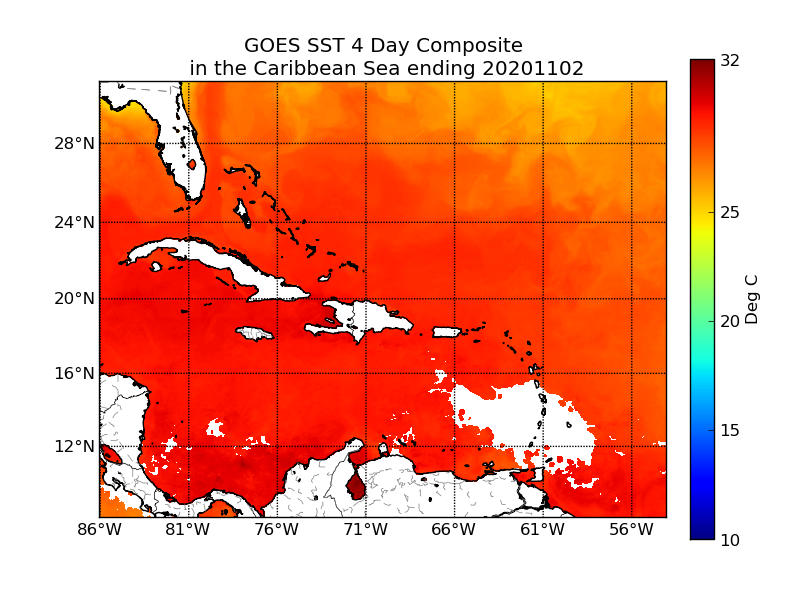
Temperaturas da superfície do mar de 30 C no dia 2 de novembro no mar do Caribe permitiram a Eta a intensificação explosiva

Depois de permanecer 15 horas como uma tempestade tropical mínima, Eta começou a intensificar-se explosivamente, atingindo o estado de furacão às 09h00 UTC de 2 de novembro. Seis horas depois, a tempestade intensificou-se num furacão de categoria 2 de alto nível quando um pequeno olho de alfinete se fez evidente nas imagens de satélite visíveis. Depois, Eta atingiu o status de Categoria 3 às 18h00 UTC de 2 de novembro antes de converter num furacão de Categoria 4 três horas mais tarde e observaram-se prolíficos raios na parede do olho. Nesse momento, Eta tinha começado a desacelerar e girar para o oeste-sudoeste em resposta a uma crista de nível médio sobre o centro-sul dos Estados Unidos. Às 03h00 UTC de 3 de novembro, um avião Hurricane Hunter encontrou que o sistema ainda se estava a intensificar rapidamente com ventos máximos sustentados de 240 km/h (150 mph) e uma pressão de 927 mbar (hPa; 27,38 inHg) à medida que a sua velocidade de avanço continuava a diminuir. De acordo com o NHC, o Centro Meteorológico Regional Especializado para o Atlântico, o Eta manteve seus ventos de pico ao atingir a pressão mais baixa registrada de 923 mbar (hPa; 27,26 inHg) às 06:00 UTC, marcando assim sua intensidade de pico como uma categoria high-end 4 furacões.  No entanto, foi relatado pelo The Washington Post que vários meteorologistas acreditaram que o Eta atingiu o pico como um furacão de categoria 5  com base em estimativas de imagens de satélite, bem como a falta de observações de aeronaves devido a vários problemas mecânicos.  Apesar de permanecer em um ambiente favorável, o Eta começou a enfraquecer seis horas após seu pico de intensidade devido a um ciclo de substituição da parede do olho, que completou assim que atingiu a costa às 21:00 UTC ao sul de Puerto Cabezas, Nicarágua, com ventos de 140 mph (225 km / h) e uma pressão de 940 mbar (hPa; 27,76 inHg).  A interação da terra fez com que o Eta se enfraquecesse rapidamente enquanto se movia lentamente para o oeste após o landfall com seu olho desaparecendo e sua convecção central enfraquecendo.  Caiu abaixo do status de grande furacão apenas três horas após a chegada à meia-noite UTC em novembro 4.  Eta continuou enfraquecendo rapidamente, caindo para o status de tempestade tropical às 09:00 UTC, Eta continued weaken rapidly, dropping to tropical storm status at 09:00 UTC,  e para uma depressão tropical às 00:00 UTC em novembro 5.
Apesar de se tornar extremamente desorganizado, o Eta manteve sua circulação de baixo nível e começou gradualmente a virar para o nordeste, eventualmente voltando para o Mar do Caribe em 6 de novembro e acelerando devido à influência de um vale em desenvolvimento de nível médio a alto sobre o Golfo do México.  Em 7 de novembro, após algumas reformas no centro, o sistema tornou-se mais organizado e fortaleceu em uma tempestade tropical às 15h00 UTC em 7 de novembro.    Apesar dos efeitos contínuos de forte cisalhamento do vento, a tempestade continuou a se fortalecer ao longo do dia e atingiu um pico secundário de intensidade com ventos de 105 km/h (65 mph) e uma pressão de 991 mb às 00h00 UTC em 8 de novembro.  Em seguida, manteve sua força e desacelerou ligeiramente antes de atingir a costa centro-sul de Cuba às 09h00 UTC.  O Eta enfraqueceu ligeiramente depois de atingir a costa da província de Sancti Spíritus em Cuba, mas durou pouco, pois voltou rapidamente sobre a água no Oceano Atlântico e começou a se fortalecer novamente ao virar bruscamente para noroeste em torno do lado nordeste de um nível superior baixo que se formou no extremo noroeste do Mar do Caribe, perto da Ilha da Juventude.  O Eta ganhou brevemente uma característica de olho de nível médio antes que o ar seco e o cisalhamento do vento tirassem o centro da maior parte de sua convecção, embora a tempestade tenha sido capaz de manter sua intensidade à medida que aumentava de tamanho e se aproximava do sul da Flórida.  Às 04h00 UTC em 9 de novembro, Eta fez o seu terceiro landfall em Lower Matecumbe Key, nas Flórida Keys, com a mesma intensidade de seu landfall em Cuba.  Em seguida, passou ao sul da costa sudoeste da Flórida ao virar para o oeste.  Eta então virou para sudoeste sob a influência de uma forte crista de camadas profundas ao longo do Golfo do México, Flórida e perto da costa leste dos Estados Unidos. Isso também o levou a uma área de ar ainda mais seco, fazendo com que a tempestade enfraquecesse e seu raio de ventos fortes encolhesse. No entanto, mesmo depois que seu centro foi cortado a oeste de sua convecção, Eta começou a se intensificar novamente sobre as águas quentes do Golfo.  Eta então começou a acelerar de norte a nordeste em torno da periferia oeste de uma crista subtropical de camada profunda conforme o seu centro se reformava sob essa convecção e um olho se formava.  O Eta então recuperou o status de furacão mínimo às 12:35 UTC em 11 de novembro, atingindo um quarto pico de intensidade com ventos de 121 km/h (75 mph) e uma pressão de 983 MB.  No entanto, logo após a sua atualização, outra intrusão de ar seco corroeu rapidamente o padrão convectivo e fez com que o aspecto do olho se dissipasse, fazendo com que o Eta se enfraquecesse e se transformasse em uma tempestade tropical às 18:00 UTC.

## Preparações
A princípios de 1 de novembro, os governos das Honduras e Nicarágua emitiram alertas de furacão para a costa nordeste das Honduras desde Ponta Patuca até à fronteira Honduras-Nicarágua e a costa nordeste da Nicarágua desde a fronteira Honduras-Nicarágua até Porto Cabeças, respectivamente.
Mais tarde nesse dia, emitiu-se uma aviso de furacão desde a fronteira entre Honduras e Nicarágua até Sandy Bay Sirpi, enquanto emitiu-se uma aviso de tempestade tropical para áreas desde Ponta Patuca até fronteira entre Honduras e Nicarágua. Também se emitiu uma alerta de tempestade tropical desde o oeste de Ponta Patuca para o oeste até Ponta Castilla nesse mesmo dia.

## América Central

#### Nicarágua

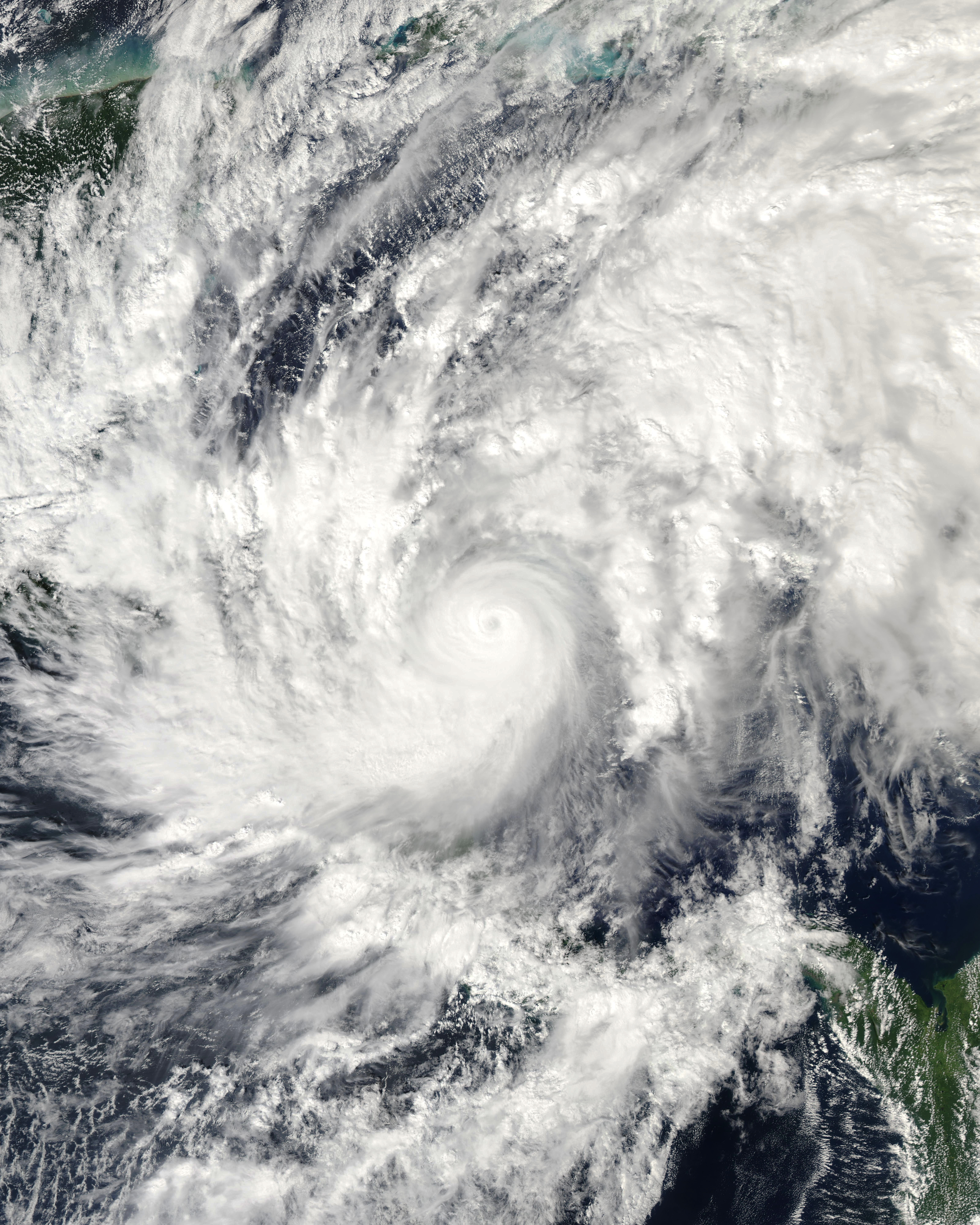
Uma imagem de satélite com o Furacão Eta visível uma hora antes de fazer landfall em Nicarágua em 3 de novembro. Fortes chuvas associadas com nuvens do furacão ocuparam uma área extensiva, matando centenas de pessoas

Em 31 de agosto com a ameaça de marés de tempestade ao longo da costa de 4,3 a 6,4 m, o presidente de Nicarágua, Daniel Ortega, emitiu uma alerta amarela para os departamentos de Jinotega, Nueva Segovia e a Região Autónoma das Caraíbas Norte, que foram actualizar a uma alerta vermelha a 2 de novembro. Aconselhou-se aos habitantes das comunidades costeiras que evacuassem, já que se entregaram fornecimentos a Porto Cabeças, entre eles 88 toneladas de alimentos, sacos de dormir, kits de higiene e plástico, segundo o SINAPRED. A Armada da Nicarágua ajudou a evacuar a mais de 3 mil famílias das ilhas costeiras em Porto Cabeças enquanto os residentes da cidade esperavam em longas filas para aceder às caixas automáticos enquanto corriam para conseguir fornecimentos. Justo antes da chegada da tempestade, o Exército de Nicarágua translada tropas de capacetes vermelhos a Porto Cabeças para ajudar nos esforços de busca e resgate que ocorreriam devido a Eta. Mais de 10 mil pessoas procuraram refúgio em albergues em Porto Cabeças e aldeias circundantes.

#### Honduras
Colocou-se alerta vermelha para os departamentos hondurenhos de Graças a Deus, Colón, Atlântida, Ilhas da Bahia e Olancho, enquanto declarou-se alerta amarela para Santa Bárbara, Francisco Morazán, Comayagua, El Paraíso, Yoro e Cortés. Emitiu-se uma alerta verde para Copán, Ocotepeque, Lempira, Intibucá, La Paz, Vale e Choluteca. A Força Aérea Hondurenha preparou dois aviões para enviar 4 mil libras de alimentos à Mosquitia, Graças a Deus. A Polícia Nacional das Honduras teve a tarefa de avisar aos passageiros sobre as estradas bloqueadas por um deslizamento de terra ou uma inundação. Mais de 9 100 kg de alimentos foram alojados nos Escritórios de Gestão de Riscos e Contingencias Nacionais em San Pedro Sula, antes da tempestade. Em resposta ao furacão Eta, com o fim de limitar os movimentos e proteger vidas humanas, o governo hondurenho cancelou o feriado nacional Morazanico.

#### El Salvador
A Direcção de Protecção Civil de El Salvador evacuou os residentes em Tecoluca depois de instalar 1 152 albergues em todo o país. A Comissão Portuária Executiva Autónoma considerou fechar temporariamente o Aeroporto Internacional de El Salvador por Eta. A Comissão Executiva Hidroelétrica do Rio Lempa desocupou encanamentos para evitar inundações em comunidades ao longo do rio.

#### Costa Rica
O Instituto Meteorológico Nacional da Costa Rica previu chuvas generalizadas em associação com as faixas externas do Eta, principalmente ao longo da costa do Pacífico. Com enchentes começando durante a madrugada de 2 de novembro, a Comissão Nacional de Emergência (NCE) estabeleceu vários abrigos para evacuados. A agência planejou criar três tipos de abrigos devido à pandemia COVID-19 : pessoas infectadas, pessoas suspeitas de estar infectadas e pessoas não infectadas. Deslizamentos de terra eram esperados em muitas áreas devido aos solos saturados.

#### Panamá
Embora não estivesse no caminho direto do Eta, os efeitos marginais do furacão deveriam causar perturbações no Panamá. Os navios de mar foram alertados sobre ondas perigosas nas águas do Caribe, juntamente com rajadas de vento de até 60 km/h (37 mph). O Ministério das Obras Públicas (MOP) aconselhou os residentes a ficarem atentos a possíveis inundações e deslizamentos de terra. Equipes de estrada da MPO foram enviadas para garantir que as rodovias permanecessem livres para viagens.

#### Belize
Como as inundações eram uma grande ameaça devido às fortes chuvas, um alerta de inundação foi emitido para todo Belize em preparação para a Eta, enquanto a Organização Nacional de Gerenciamento de Emergências (NEMO) instava os residentes a evacuar.

### Caribe

#### Ilhas Cayman
Em 5 de novembro assim que as Ilhas Cayman chegaram perto do cone da Depressão Tropical Eta, foram emitidos alertas de tempestade tropical para Grand Cayman e todas as outras ilhas. Isso ocorreu após a previsão de que Eta se tornaria uma tempestade tropical novamente antes de passar pelas ilhas. As escolas públicas foram fechadas nas ilhas em 6 de novembro devido à ameaça do Eta. No dia seguinte, os alertas de tempestade tropical foram colocados em vigor para todas as ilhas.

#### Cuba
Em 6 de novembro, o Governo de Cuba emitiu um alerta de tempestade tropical para as províncias de Camaguey, Ciego de Avila, Sancti Spiritus, Villa Clara, Cienfuegos, Matanzas, La Habana, Havana, Pinar del Rio e Ilha da Juventude. Condições de tempestade tropical que serão possíveis nos próximos dias motivaram isso. Mais tarde, em 6 de novembro, eles foram atualizados para avisos de tempestade tropical em algumas províncias.

### Bahamas
No final de 6 de novembro, alertas de tempestade tropical foram emitidos para o noroeste das Bahamas.  No dia seguinte, esses alertas foram atualizados para avisos de tempestade tropical.

### Estados Unidos

#### Flórida

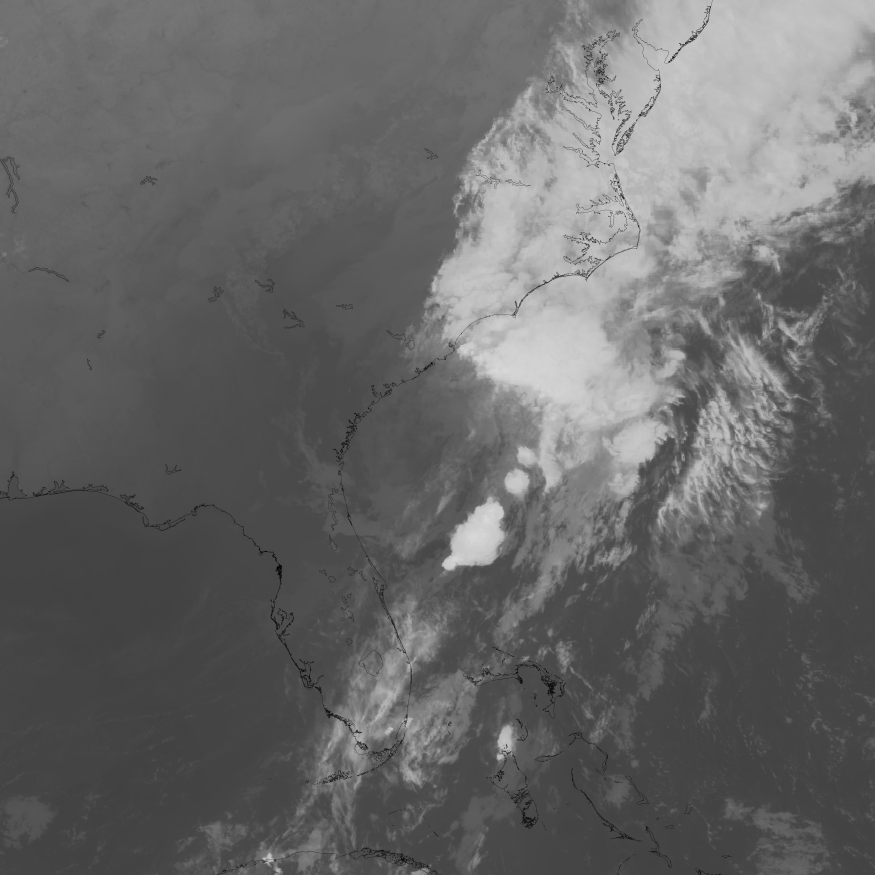
Eta a sul das Carolinas durante a sua transição extratropical

Em 6 de novembro, foram emitidos Alertas de Tempestades Tropicais para Florida Keys e partes da costa da península da Flórida. No dia seguinte, eles foram atualizados para avisos de tempestade tropical em Florida Keys e no extremo sul da península. Em 7 de novembro, alertas de furacão foram emitidos paralelamente para grande parte da península da Flórida e os avisos de tempestade tropical e os alertas foram estendidos mais ao norte. Moradores de casas móveis e outras estruturas vulneráveis em Florida Keys foram instruídos a evacuar antes da Tempestade Tropical Eta, pois o estado de emergência foi declarado em vários condados, incluindo Monroe e Miami-Dade. Posteriormente, foram emitidos avisos de furacão para Florida Keys. Todos os avisos para a Flórida foram cancelados em 9 de novembro, apenas para emitirem mais avisos no dia seguinte para o leste do estado quando Eta mudou de direção.

## Impacto
| País/Território | Fatalidades | Prejuízos (2020 USD) | Ref               |                      |
| --------------- | ----------- | -------------------- | ----------------- | -------------------- |
| Bahamas         | 0           | Desconhecido         |                   |                      |
| Belize          | 0           | Desconhecido         |                   |                      |
| Ilhas Cayman    | 0           | Desconhecido         |                   |                      |
| Colômbia        | 0           |                      | 777 000 $         | [ 62 ]               |
| Costa Rica      | 2           |                      | 16 500 000        | [ 63 ] [ 64 ]        |
| Cuba            | 0           |                      | Desconhecido      |                      |
| El Salvador     | 1           |                      | Desconhecido      | [ 65 ]               |
| Guatemala       | 53          | 96                   | ≥ 386 000 000     | [ 66 ] [ 67 ] [ 68 ] |
| Honduras        | 74          | 8                    | 5 000 000 000     | [ 69 ] [ 70 ] [ 71 ] |
| Mexico          | 27          | 4                    | Unknown           | [ 72 ]               |
| Nicarágua       | 2           |                      | ≥ 178 400 000     | [ 63 ] [ 73 ]        |
| Panamá          | 19          | 12                   | 11 000 000        | [ 74 ] [ 75 ]        |
| Estados Unidos  | 11          |                      | ≥ 1 085 000 000 $ | [ 76 ] [ 77 ] [ 78 ] |
| Totals:         | 189         | 120                  | ≥ 6 682 677 000 $ |                      |

A extrema intensidade do Eta no início de sua vida, seguida pelo seu caminho errático, causou impactos generalizados na América Central, nas Grandes Antilhas, nas Bahamas e na Flórida, com chuvas fortes, ventos fortes e enchentes que causaram a maior parte dos danos.

### Nicarágua
À medida que Eta acercava-se a tocar terra, os seus poderosos ventos derrubaram linhas elétricas e árvores, causando inundações e danos nos tetos de Porto Cabeças. Na escola Getsemani, onde se refugiavam 215 pessoas, os fortes ventos de Eta arrancaram 10 chapas de metal do teto da escola. Ninguém resultou ferido ou morto pelo incidente. Atualmente, muitos lugares não têm eletricidade. Duas pessoas do município de Bonanza morreram depois de ser enterradas num deslizamento de terra enquanto trabalhavam numa mina. O rio Wawa que liga Porto Cabeças com o resto da Nicarágua se desbordou.

### Honduras
As inundações fizeram com que 559 residentes fugissem de suas casas e 25 outros tiveram que ser resgatados. Pelo menos 457 casas foram danificadas pelas enchentes, 41 comunidades foram isoladas por estradas destruídas e pelo menos 9 pontes foram destruídas, incluindo uma em La Ceiba. Em La Ceiba, as enchentes invadiram as ruas e também destruíram uma estrutura de um cemitério local. Uma balsa saindo de Roatán foi sacudida por grandes ondas e ventos com 300 passageiros a bordo enquanto tentava chegar ao porto de La Ceiba. Ninguém ficou ferido ou morto na balsa. A Comissão de Contingência Permanente de Honduras informou que 14 estradas e 339 casas foram destruídas. Em Olanchito, 12 pessoas, incluindo dois recém-nascidos, ficaram presas.  Uma parede desabou em uma prisão em El Progreso, deixando as enchentes que chegam até à cintura, causando a evacuação de mais de 600 presidiários. Pelo menos 35 pessoas foram mortas em Honduras como resultado do Eta, principalmente devido a deslizamentos de terra e afogamentos. Entre os mortos estavam pelo menos 4 pessoas, incluindo 3 crianças que foram mortas nas montanhas fora da cidade de Tela, no litoral norte, devido a diversos deslizamentos de terra.  Em Santa Bárbara, uma menina de 2 anos foi morta quando ela e sua mãe foram varridas pela enchente; a mãe sobreviveu.  Quatro membros da mesma família morreram no município de Gualala devido a fortes chuvas. Uma menina de 13 anos foi morta quando um deslizamento de terra fez a sua casa desabar no vilarejo de Carmen. Em Sulaco, um menino de 15 anos se afogou enquanto tentava atravessar um rio que transbordava de chuva. Um homem de 37 anos também morreu afogado em San Manuel, no departamento de Lempira ocidental.

### Guatemala
Segundo o presidente do país, Alejandro Giammattei, pelo menos 60% da cidade oriental de Puerto Barrios foi inundada com previsão de mais 48 horas de chuva. Cerca de 100 casas foram danificadas por enchentes e deslizamentos de terra. Uma ponte que cruzava o rio Grande de Zacapa em Jocotán foi destruída pela água. Pelo menos 150 pessoas morreram em toda a Guatemala, incluindo 100 pessoas que desapareceram quando 150 casas foram soterradas por um deslizamento de terra na aldeia de Queja, perto de San Cristobal Verapaz, no centro do país.

### El Salvador
Um pescador de 44 anos foi morto na costa de El Salvador, apesar da proibição temporária das atividades de pesca na área.

### Costa Rica
As faixas externas do furacão Eta trouxeram fortes chuvas para partes da Costa Rica. As chuvas mais fortes concentraram-se ao longo da costa do Pacífico do país, especialmente na província de Guanacaste.  Vários relatórios de inundações e deslizamentos de terra ocorreram em todo o país. Doze rios registraram níveis elevados, gerando preocupação com novas enchentes. Vinte e seis pessoas precisaram ser evacuadas em Corredores e Parrita. No sul da Costa Rica, um deslizamento de terra em uma casa matou dois residentes, uma costarriquenha e um americano.

### Panamá
O Sistema Nacional de Proteção Civil do Panamá, Sinaproc, informou que 200 casas foram danificadas pelas chuvas, possivelmente associadas ao Eta. A rodovia que liga a província de Chiriquí a Bocas del Toro desabou perto de Hornito, bloqueando a passagem de veículos nas duas direções. 17 pessoas morreram nas enchentes na província de Chiriqui, no Panamá, perto da fronteira com a Costa Rica.

### Belize
As comunidades ao longo dos rios Macal e Mopan, no oeste de Belize, sofreram graves inundações devido ao furacão Eta. Os moradores de áreas baixas de San Ignacio tiveram que ser evacuados de suas casas.

### México

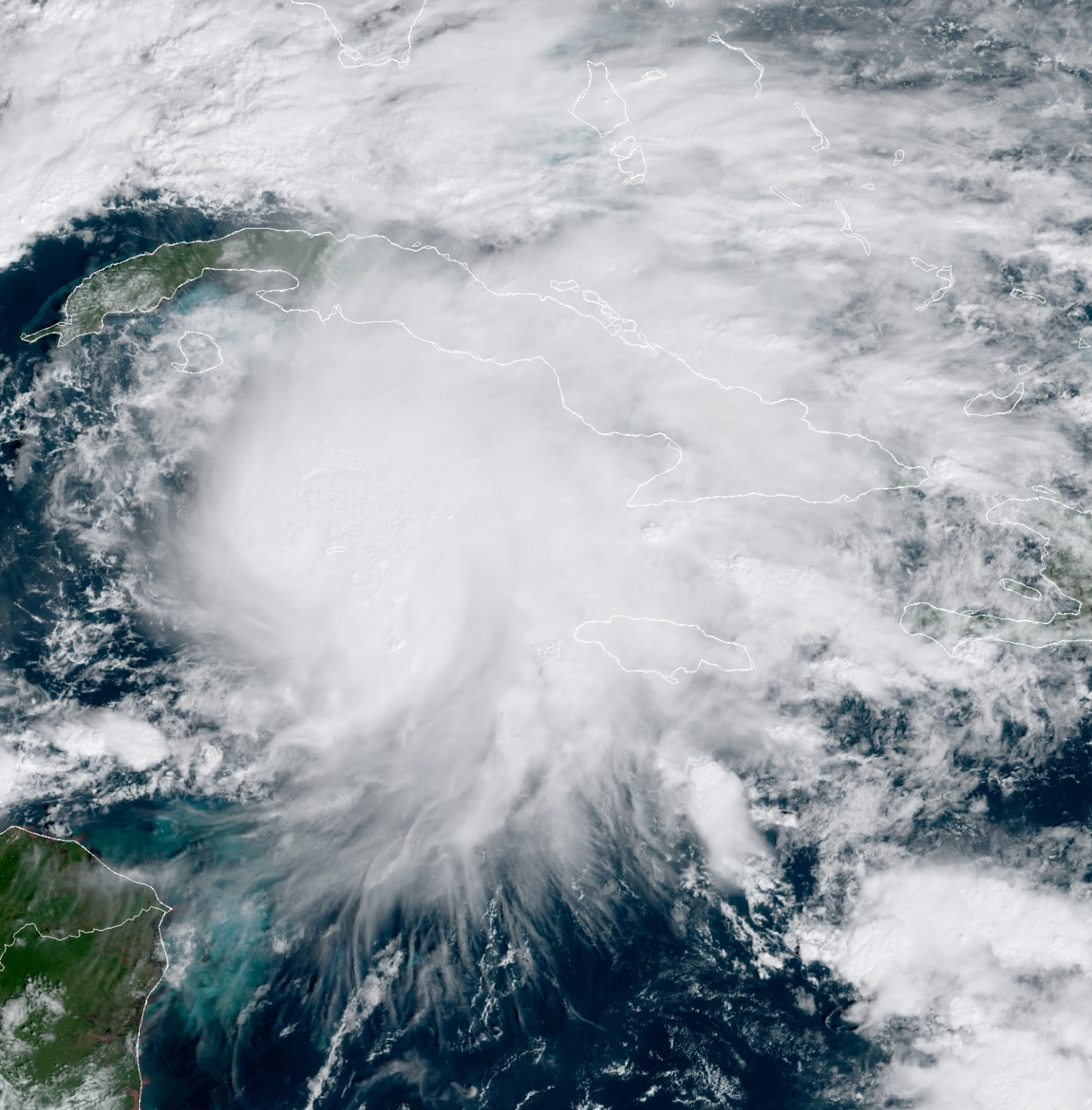
Eta no Mar do Caribe ao oeste de Grand Cayman em 7 de novembro

Pelo menos 22 pessoas morreram porque as fortes chuvas atribuídas ao Eta causaram deslizamentos de terra e encheram riachos e rios.  Mais de 80 mil foram afetados nos estados mexicanos de Chiapas e Tabasco pelas chuvas do furacão Eta e uma frente fria. No planalto de Chiapas, mais de 2 mil casas foram destruídas. Em San Cristóbal de las Casas muitos bairros foram danificados pelas enchentes dos rios Amarillo e Fogótico. Um aumento de 1 500 m3s-1 na vazão na Barragem de Peñitas levou a planos de evacuação. Em Tabasco, mais de 10 rios transbordaram.

### Ilhas Cayman
A tempestade tropical Eta passando pelas Ilhas Cayman com ventos sustentados de 97 km/h (60 mph) produziu impactos nas ilhas, com Grand Cayman sendo a mais atingida. A ação das ondas ao largo da costa causou pequenas inundações nas costas. Árvores caídas e ramos de árvores também resultaram. As quedas de energia se espalharam pelas ilhas com ventos fortes de tempestade tropical causando danos às linhas de energia.

### Estados Unidos

#### Flórida
As faixas externas de Eta trouxeram rajadas de tempestade tropical para o sul da Flórida em 7 e 8 de novembro. Uma rajada de vento de pico de 85 km/h (53 mph) foi relatada nessas bandas externas perto de Dania Beach em 7 de novembro.

## Ajuda Internacional
- : Taiwan doou $ 200 mil para a compra de alimentos e água potável para a Cuba.
- : Os Estados Unidos tambẽm doaram $ 120 mil para a compra de alimentos e água.[104]
- : A O.N.U. e agências internacionais de ajuda iniciaram uma operação massiva de ajuda para os países afectados na América Central, uma das tempestade mais temíveis em décadas.[105]

## Recordes e distinções
- Eta marca a primeira vez que a sétima letra do alfabeto grego foi usada como o nome de uma tempestade tropical no Atlântico.[36]
- Eta é a 28.ª tempestade tropical ou subtropical mais antiga registrada em uma temporada de furacões no Atlântico, ultrapassando a velha marca de 30 de dezembro, que foi estabelecida pela tempestade tropical Zeta em 2005.[106]
- A formação do Eta tornou a temporada de furacões no oceano Atlântico de 2020 a mais ativa já registrada, junto com a temporada de 2005 (que teve 27 tempestades nomeadas e uma tempestade subtropical sem nome).[107]
- O Eta é apenas o quinto furacão de novembro no Atlântico registrado a atingir a força de categoria 4 ou superior e o primeiro desde o Paloma em 2008.[108]
- Eta é o ciclone tropical do Atlântico mais mortal desde Maria em 2017 e o ciclone tropical mais mortal da Guatemala desde Stan em 2005.